# Snarestone
Snarestone es un pequeño pueblo rural en el North West Leicestershire, Inglaterra.
Está situado en el extremo del Bosque Nacional de Inglaterra y se ubica a 5 millas (8 km) de la ciudad de mercado de Ashby-de-la-Zouch. La población del pueblo alcanza unas 300 personas con 120 viviendas, según el censo de 2011 esta cifra se aumentó a 312 habitantes en 128 casas.
El pueblo está rodeado por las tierras cultivables y los campos abiertos. Se ubica  al pie de un bajo cerro que crece suavemente en altura hasta 115 metros. Otras características topográficas incluyen el Río Mease y el punto final del Ashby Canal. Los dos cursos de agua son objetos de interés científico especial (SSSI).

## Características del pueblo
A pesar de que Snarestone es un pueblo de Leicestershire, su código postal es de Derbyshire y se encuentra a 3 millas (5 km) de la frontera del condado North Warwickshire. El pueblo tiene un Consejo Parroquial activo que tiene reuniones durante todo el año y publica un boletín informativo regular.
Entre los servicios de Snarestone hay dos bares, una escuela primaria, iglesia, herrería, un viejo mercado de pulgas, huerto urbano, buzón de correos y una cabina telefónica roja tradicional.
El pueblo tiene varios tipos de viviendas desde ranchos con cubiertas de paja, dúplex, pisos independientes hasta grandes fincas privadas con pistas de tenis. Mayormente, el poblamiento de  Snarestone se extiende a lo largo de la calle Main Road y la carretera Quarry Lane.  Hay otra carretera menor (Derby Lane) que conecta el pueblo con el vecino Shackerstone.
En el pueblo se ofrece un servicio de intercambio telefónico de ADSL activado que es capaz de proporcionar acceso de banda ancha a Internet con velocidad de 2 Mbit/s.
Una vez cada dos semanas se recolectan y se reciclan los residuos; en domingos alternos en el pueblo regularmente para una biblioteca pública móvil.
Además, los jueves al anochecer por el pueblo pasa una furgoneta de fish and chips móvil.
Un cajero automático está albergado en el Globe Pub; los supermercados más cercanos están localizados a 2 millas (3 km) de distancia en Measham. El otro bar (the Odd House) está situado en extremo de la carretera Main Road y ofrece un alojamiento para pernoctar.
El área al sur de Snarestone es la tierra de Propiedad de la Corona y pertenece al Monarca británico  (pero no es la propiedad privada). La mayor parte de esta tierra es agrícola y aquí se ubica un antiguo country house georgiano (Gopsall Hall). Se supone que aquí en 1741 George Frideric Handel compuso su oratorio El Mesías.

## Transporte
Snarestone está a 2 millas (3 km) del enlace viario número 11 de la autopista M42, se ubica en menos de 30 millas (48 km) de las cinco ciudades circundantes de Birmingham, Leicester, Nottingham, Coventry, y Derby.
Otras carreteras cercanas son: la A444 que sigue para Coventry, y la B4116 que conecta Ashby Road con Atherstone.
El aeropuerto de East Midlands está situado a 13 millas  (21 km) al norte, y el aeropuerto internacional de Birmingham se ubica a 23 millas (37 km) al sur.

## Ashby Canal
A través del Ashby Canal Snarestone está conectado con la red nacional de canales del Reino Unido. El canal pasa por todo el pueblo y se termina justo al norte de la localidad. El canal de 22 millas (35 km) ondula a través de un calmo paisaje rural; es libre de esclusas.

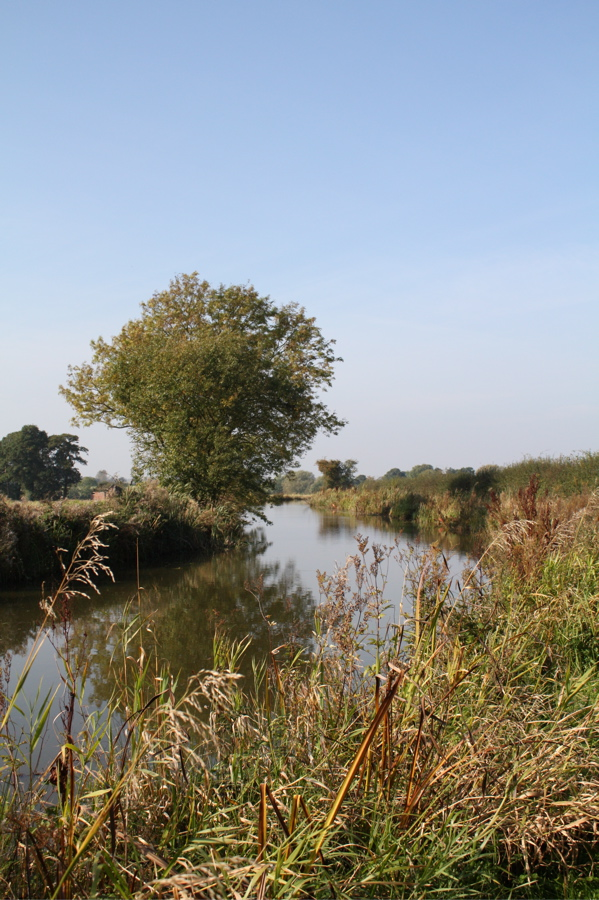
Una sección del Ashby Canal cerca de Snarestone.

El canal es muy popular entre los aficionados de lanchas de recreo, pesca y la vida silvestre. Los setos vivos y cañas crean un hábitat ideal para muchas especies de plantas y animales incluyendo garzas, martines pescadores, gallinetas así como para numerosos peces de agua dulce entre los cuales hay besugos, rutilos, bagres y lucios. Un tramo del canal entre Snarestone y Carlton fue designado como sitio de interés científico especial (SSSI), principalmente debido a la vida de plantas acuáticas y las variedades de libélulas atraídos hacia esta área.
En 2005 el Gobierno aprobó el plan de restauración de un tramo de 2,5 millas (4 km)  del canal para proporcionar a Snarestone una ruta verde al centro del Bosque Nacional. Las propuestas también incluyen un embarcadero del canal para su nuevo punto final en Measham.

## Acontecimientos y Atracciones
Los senderos tranquilos y las trayectorias del canal que rodean Snarestone son famosos entre caminantes y ciclistas.  Una ruta de larga distancia (the Ivanhoe Way) también cruza el pueblo y pasa 35 millas por el campo de Leicestershire.
Cada año en noviembre la posada Globe Inn alberga una hoguera grande y la exhibición de fuegos artificiales para celebrar la Noche de Guy Fawkes.  El acontecimiento ha obtenido la popularidad local y atrae muchos visitantes de fuera del pueblo.  En primavera y otoño los habitantes de Snarestone con frecuencia hacen carreras de patos de goma en una corriente cercana para recaudar fondos destinados a las mejoras del pueblo. Desde hace muchos años los pobladores también organizan una fiesta estival con procesiones y varios entretenimientos (el último tuvo lugar en 2007).
Otras atracciones cercanas incluyen el Parque Zoológico de Twycross, el castillo de Ashby de la Zouch, el Centro de Visitantes de Conkers, el Parque de Descubrimientos de Snibston, el campo de la Batalla de Bosworth, el camino histórico de Ashby Woulds, el Bosque Nacional y una sociedad de preservación de ferrocarril (La línea de Battlefield) que tiene su propio material rodante, una vía y un museo.
Cada febrero durante las vacaciones en la escuela primaria el vecindario del pueblo participa en un espectáculo amateur de pantomima. El dinero cobrado se destina a la beneficencia. En 2010 el dinero fue dotado al Haiti Appeal.

## Historia breve
El pueblo aparece en el Libro Domesday como Snarchetone; servía de granja para un hombre llamado Snar(o)c.
En el momento de creación del Domesday Snarestone consistía en un trozo de tierra baldía. En 1086 este pequeño terreno estaba a disposición de Roberto el Boticario (o Roberto el Administrador). Roberto fue auxiliar de Guillermo I de Inglaterra. Más tarde la tierra fue concedida por un sucesor de Roberto (Henry de Hastynges) a un tal Adam Stake.
En algún momento durante el siglo decimotercero  la tierra pasó a la familia Charnell que la poseyó durante los siguientes cinco siglos.  La propiedad fue dividida en 1796, la mitad pasó a Charles Powell Leslie II a través de su esposa Anne (antes del matrimonio, Ryder). La otra mitad, la obtuvo el Coronel Samuel Madden gracias a su matrimonio con Katherine (antes del matrimonio, Ryder). Un tiempo después de la muerte de Samuel Madden en 1814 (probablemente, en los 1830, tras la muerte de su suegro, el Reverendo Charles Dudley Ryder), Snarestone fue vendido. En 1846 Snarestone fue traspasado a la señora Anna Maria Leslie.
La cosecha principal de Snarestone era trigo y cebada. Durante el decimonoveno siglo en el pueblo producían ladrillos; en 1875 una mina de carbón fue cavada aquí, pero encontraron solo agua. El canal Ashby fue abierto en 1804 y todavía corre debajo de un tramo de la calle Main Street (previamente Long Street) por un túnel de 400 yardas (366 m).
Para el año 1846 la población de Snarestone era 404 personas.  El Censo de 1891 registró 302 habitantes y para el año 1901 esta cifra cayó hasta solo 265 personas.
La iglesia del pueblo está dedicada al apóstol Bartolomé, allí se conservó un libro de registro que se remonta al año 1559.  La iglesia fue reconstruida en 1752, en 1834 la ampliaron hasta una capacidad de 150 sitios.
En 1766 en Snarestone había cuatro bares (alehouses). Según los registros del año 1772, George Gadsby fue dueño de la posada Crown Inn, pero los nombres del resto de bares no se conocen. Para el año 1785 el pueblo tuvo dos pubs y en 1795 de todos los tempranos establecimientos se quedó solo uno, la posada Crown Inn. Durante muchos años la familia Gadsby colaboró con la posada Crown Inn, la cooperación duró hasta el año 1820. El pub todavía existe, hoy se conoce como the Odd House.
Además, Richard Roberts fue registrado como dueño del Square and Compass entre los años 1855 y 1861, pero su historia es oscura. La posada Globe Inn se empieza a mencionar en catálogos comerciales a partir de 1870 y hasta el día de hoy sigue funcionando bajo el mismo nombre.

### El pasado de ferrocarril
Entre los años 1873 y 1967 Snarestone fue una estación de la línea ferroviaria Ashby-Nuneaton. El edificio de la estación ya no existe aunque todavía se puede encontrar algunos elementos de los andenes antiguos. El edificio del almacén y la casa de dueño se conservaron pero han sido convertidos en viviendas privadas.
La información sobre el patrimonio del ferrocarril regional se puede encontrar en el Museo de la Línea Battlefield en el pueblo vecino Shackerstone.  En el museo hay fotografías de la estación Snarestone previas a su clausura en los años 1960. Sin embargo, se espera que en el futuro cercano (por lo menos eventualmente) la línea histórica Battlefield extienda sus servicios a Snarestone (incluso si como una parte de este proyecto se requiere un terreno nuevo).
El pueblo vecino Newton Burgoland también pretende tener el bar más antiguo en Leicestershire (The Belper Arms) que fue construido circa el año 1290.

## Ciudades cercanas
- Ashby de la Zouch
- Burton upon Trent
- Atherstone
- Coalville
- Hinckley
- Ibstock
- Market Bosworth
- Nuneaton
- Tamworth

## Pueblos circundantes
- Appleby Magna
- Barton in the Beans
- Bilstone
- Carlton
- Congerstone
- Measham
- Odstone
- Norton-Juxta-Twycross
- Newton Burgoland
- Shackerstone
- Sheepy Magna
- Swepstone
- Twycross